# Fotboll i Tchad
Fotboll är Tchads mest populära sport. Tchadiska fotbollsspelare har spelat i olika europeiska lag, bland annat i den franska ligan. Herrlandslaget kallas Sao och laget är medlem i Confederation Africaine de Football, CAF. Herrlaget har deltagit i flera Afrikanska mästerskap, men aldrig lyckats få någon högre placering. 

## Herrfotboll

### Afrikanska mästerskapen

#### Afrikanska mästerskapen 2010
2008 beslöt Afrikanska fotbollsförbundet att laget inte skulle få delta i Afrikanska mästerskapen 2010 eftersom laget stod över en match mot Sudan. Tchads fotbollsförbund hade motiverat beslutet med att den oroliga situationen i Sudan och att säkerheten inte kunde garanteras.

#### Afrikanska mästerskapen 2014
I kvalet inför mästerskapet fick landet oavgjort i matcherna mot Malawi (2-2) och Togo (0-0). I övriga matcher, mot Tunisien, Botswana och Malawi blev det förlust.

### Kända spelare
- Azrack Mahamat, född 1988, och som debuterade i landslaget 2008 mot Sudan.
- Japhet N'Doram, född 1966, som under merparten av karriären spelade för FC Nantes.
- Sitamadji Allarassem, född 1988, som deltog i kvalet inför Världsmästerskapet 2010 och Afrikanska mästerskapet 2012.